# 吕山乡
吕山乡是中华人民共和国浙江省湖州市長興縣下辖的一个乡。

## 行政区划
吕山乡下辖以下村级行政区划单位：
雁陶村、杨吴村、吕虹村、斗门村、金村、南杨村、胥仓村、龙溪村和吕山村。